# Задача о триангуляции многоугольника

Триангуляция многоугольника без дополнительных вершин.

Задача о триангуляции многоугольника — классическая задача комбинаторной и вычислительной геометрии, состоящая в нахождении триангуляции многоугольника без дополнительных вершин.
Доказательство существования такой триангуляции не представляет сложности.
Более того, эта задача всегда имеет решение для многоугольников с дырками, то есть областей плоскости, ограниченных несколькими замкнутыми ломаными.

## Формулировка
Задача состоит в нахождении оптимального алгоритма триангуляции n-угольника без дополнительных вершин.
Эта задача может быть решена за линейное время, то есть задача имеет сложность {\displaystyle O(n)}.

## История
Долгое время был открытым вопрос, можно ли найти триангуляцию n-угольника за время, меньше, чем {\displaystyle O(n\log n)}.
Затем Ван Вик (1988) обнаружил алгоритм, требующий время {\displaystyle O(n\log \log n)},
позже упрощённый Киркпатриком и Клаве.
Затем последовало несколько алгоритмов со сложностью {\displaystyle O(n\log ^{*}n)} (где {\displaystyle \log ^{*}n} — итерированный логарифм), не отличимых на практике от линейного времени.
В 1991 году Бернард Чазелле доказал, что любой простой многоугольник может быть триангулирован в линейное время, хотя предложенный им алгоритм оказался очень сложным.
Также известен более простой вероятностный алгоритм с линейным ожидаемым временем.

## Алгоритмы

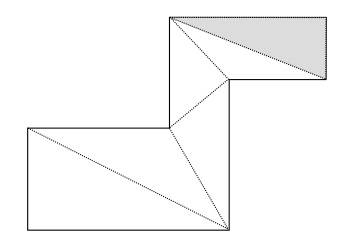
Многоугольник и его ухо

### Отрезание ушей
Двойственный граф триангуляции без дополнительных вершин у простого многоугольника всегда является деревом.
Отсюда в частности следует, что любой простой n-угольник с n > 3 имеет по меньшей мере два уха, то есть два треугольника, две стороны каждого из которых являются сторонами многоугольника, а третья полностью внутри него.
Один из способов триангуляции состоит в нахождении такого уха и отрезании его от многоугольника.
После этого ту же операцию повторно применяют к оставшемуся многоугольнику до тех пор, пока не останется один треугольник.
Этот способ работает только для многоугольников без дырок.
Он прост в реализации, но работает медленнее, чем некоторые другие алгоритмы.
Реализация, которая хранит отдельные списки выпуклых и вогнутых вершин, работает за время {\displaystyle O(n^{2})}.
Эффективный алгоритм для отрезания ушей был предложен Хоссамом Эль-Гинди, Хэзелом Эвереттом и Годфридом Туссеном.

### Через монотонные многоугольники
Многоугольник называется монотонным, если его граничная ломаная имеет не более двух точек пересечения с прямой, перпендикулярной данной.
Монотонный многоугольник может быть триангулирован за линейное время с помощью алгоритма А. Фурнье и Д. Ю. Монтуно
или алгоритма Годфрид Туссен.
Произвольный многоугольник может быть подразбит на монотонные.
Алгоритм триангуляции простого многоугольника, построенный на этой идее, работает за время {\displaystyle O(n\cdot \log n)}.

## Вариации и обобщения

Многогранник Шёнхардта не допускает триангуляции без дополнительных вершин

- Триангуляция многогранника без дополнительных вершин существует не всегда. Примером является Многогранник Шёнхардта, см. рисунок.

42 триангуляции без дополнительных вершин у выпуклого семиугольника.

- Триангуляция выпуклого многоугольника является тривиальной задачей. Она решается в линейное время путём проведения всевозможных диагоналей из одной вершины к остальным.
  - Общее число способов триангулировать выпуклый {\displaystyle n}-угольник диагоналями равно числу Каталана под номером {\displaystyle (n-2)}, что было доказано Эйлером.[14]